# ستيف باينز
ستيف باينز (بالإنجليزية: Steve Baines)‏ هو لاعب كرة قدم وحكم كرة قدم بريطاني، ولد في 23 يونيو 1954 في Newark-on-Trent ‏ في المملكة المتحدة. لعب مع برادفورد سيتي وسكونثورب يونايتد ونادي بوري ونادي تشيسترفيلد ونادي والسول ونوتينغهام فورست وهدرسفيلد تاون.